# 1171
Cette page concerne l'année 1171  du calendrier julien. Pour l'année 1171 av. J.-C., voir 1171 av. J.-C.
L'année 1171 est une année commune qui commence un vendredi.

## Événements

### Proche-Orient
- 22 janvier : Nur ad-Din prend Mossoul[1].
- 3 avril : Eudes de Saint-Amand devient le 8e Grand-Maître de l’Ordre du Temple[2].
- 10 septembre : un habitant de Mossoul en visite au Caire monte en chaire et prononce la prière au nom du calife de Bagdad[1]. Fin du califat fatimide d’Égypte.
- 13 septembre : mort du dernier calife fatimide Al-Adid[3]. Saladin (Salah al-Din al-Ayyubi) restaure la légitimité des Abbassides et le rite sunnite. Il se proclame sultan d’Égypte et fonde la dynastie Ayyoubides. Au même moment, le calife de Bagdad accorde à Nur ad-Din l’investiture de la Syrie et de l’Égypte.

### Europe
- 20 janvier : à la mort de Gleb Ier, André Ier Bogolioubski donne Kiev aux Rostislavitch de Smolensk. Romain Rostislavitch devient prince de Kiev.
- 14 février : entrevue  de Louis VII de France et Frédéric Barberousse entre Vaucouleurs et Toul, à Maxey-sur-Vaise. Ils s’accordent en principe pour chasser les Cotereaux ou Brabançon[4] de leurs territoires respectifs et des territoires de leurs vassaux[5].
- 12 mars : Manuel Ier Comnène fait arrêter tous les ressortissants vénitiens de Constantinople et confisquer tous leurs biens, perte énorme pour Venise estimée en 1180 à 400 000 hyperpères. Venise, privée de la plus grande partie des capitaux et des biens qui devait servir à entretenir son commerce oriental, est contrainte de reconvertir ce commerce vers le Levant latin et islamique où elle est en position de faiblesse par rapport à ses rivales Pise et Gênes. Début d’une guerre entre les Byzantins et Venise (1171-1175), dénouée par d’importantes concessions économiques[6]. Manuel ne peut compter ni sur le pape, ni sur Gênes et Pise qui ont traité avec Venise en 1169-1170. Une flotte de 120 bâtiments vénitiens quitte la lagune pour attaquer l’empire Byzantin ; c’est un désastre, une épidémie de peste décime les équipages lors de l’hivernage à Chios[7],[8].
- 28 mars : dans la basilique Sainte Marie in Vado de Ferrare, selon la tradition catholique, du sang gicle d’une hostie et fait sur la petite voûte derrière l’autel une tache que l’on peut encore voir aujourd’hui[9].
- Mars : intervention du roi Louis VII de France en Bourgogne à l’appel de l’abbé de Cluny. Il impose la paix au comte de Mâcon[10].

- 4 mai : à la mort du roi de Leinster Dermot MacMurrough, l’Irlande se soumet à Henri II d’Angleterre qui oblige les chefs locaux à le reconnaître comme suzerain. La féodalité normande se partage le pays (Hugues de Lacy, Strongbow, Fitzgerald, Jean de Courcy)[11].
- 26 mai : trente-trois Juifs de Blois accusés de pratiquer des meurtres rituels, sont brûlés sur le bûcher[12].
- 18 octobre : Henri II d’Angleterre débarque à Croch, près de Waterford en Irlande[13]. Il marche sur Dublin qui est capturée par les Anglo-normands. Création de la seigneurie d’Irlande.
- Octobre[14] : les Aragonais prennent Teruel.

- La première banque d’Europe aurait été fondée à Venise. Elle se spécialise dans les opérations de change et de crédit[15] : c’est l’invention du capitalisme.

- Louis VII confirme les privilèges des « marchands de l’Eau », interdisant à toute autre personne d’amener des marchandises entre les ponts de Paris et celui de Mantes, à moins de partager avec les marchands de l’eau parisien la moitié des bénéfices. Ceux qui violeront cette règle se verront confisquer les biens transportés. Cette hanse des marchands de l’Eau de Paris, pourvue d’un prévôt et d’échevins, donnera naissance à la municipalité parisienne[16].
- Averroès retourne à Cordoue où il rédige ses premiers commentaires[17].